# Epizoanthus patagonicus
Epizoanthus patagonicus is een Zoanthideasoort uit de familie van de Epizoanthidae. De wetenschappelijke naam van de soort is voor het eerst geldig gepubliceerd in 1899 door Carlgren.